# Прадос, Беньят
Беньят Прадос Ди́ас (исп. Beñat Prados Díaz; 8 февраля 2001, Памплона, Испания) — испанский футболист, полузащитник клуба «Атлетик Бильбао».

## Клубная карьера
16 июля 2023 года Прадос дебютировал за основную команду клуба «Атлетик Бильбао» в товарищеском матче против мексиканского клуба «Гвадалахара». Официальный дебют Прадоса состоялся 19 августа 2023 года в матче чемпионата Испании против «Осасуны».

## Достижения
«Атлетик Бильбао»
- Обладатель Кубка Испании: 2023/24